# Соколов, Николай Иванович (футболист)
Никола́й Ива́нович Соколо́в (1913 — 1941) — советский футболист, вратарь. Выступал за московское «Динамо» и «Профсоюзы-1».

## Карьера
Дебютировал в чемпионате СССР 29 сентября 1936 года в матче против тбилисского «Динамо». В 1937 играл за «Динамо-2». В неофициальном матче открытия сезона-1938 занял место в воротах вместо травмированного Анатолия Акимова. Несмотря на хорошую игру Николая, «Динамо» проиграло «Спартаку» 1:2. В конечном итоге Соколова не заявили на чемпионат. В 1941 он сыграл один матч за команду «Профсоюзы-1».
По одним данным, он умер в 1941 году, по другим, в 1949 году ещё был в составе «Динамо».